# Barga (Włochy)
Barga – miejscowość i gmina we Włoszech, w regionie Toskania, w prowincji Lukka.
Według danych na rok 2004 gminę zamieszkiwało 10 018 osób, 151,8 os./km².
Średniowieczne miasto warowne, zgodnie z oficjalnym sloganem "najbardziej szkockie z włoskich miast", położone jest w dolinie Garfagnana (północno-zachodnia Toskania), w środkowym biegu rzeki Serchio, 37 km od Lukki. Nad miastem góruje katedra (Duomo) z panoramicznym (360°) widokiem Alp Apuańskich i Appeninów.
Dzisiejsza Barga to dwie dzielnice  - Barga Vecchia i Barga Giardino (Stare Miasto i nowa - Barga Ogród).

## Historia
W czasach świetności miasto należało do florenckich Medyceuszy, było znane jako Barga Fiorentina. Barga była w tych czasach przeciwwagą dla niezależnej Lukki i książąt Este. Pod panowaniem księstwa Florencji Barga pozostała do 1859 r.
Wraz z Castelnuovo di Garfagnana strzegła traktów i handlu doliny Serchio. W IX w. rozpoczęto budowę jej katedry, która dzisiejszy kształt uzyskała dopiero w XVI w. Biały trawertyn pokrywający front katedry (pierwotnie będący jej bokiem) znany jako albarese di Barga, po trzęsieniu ziemi w 1920 roku, które poważnie naruszyło jej konstrukcję, został w latach 1927-1939 usunięty ze ścian, ponumerowany i wzmocniony.

## Zabytki i atrakcje turystyczne

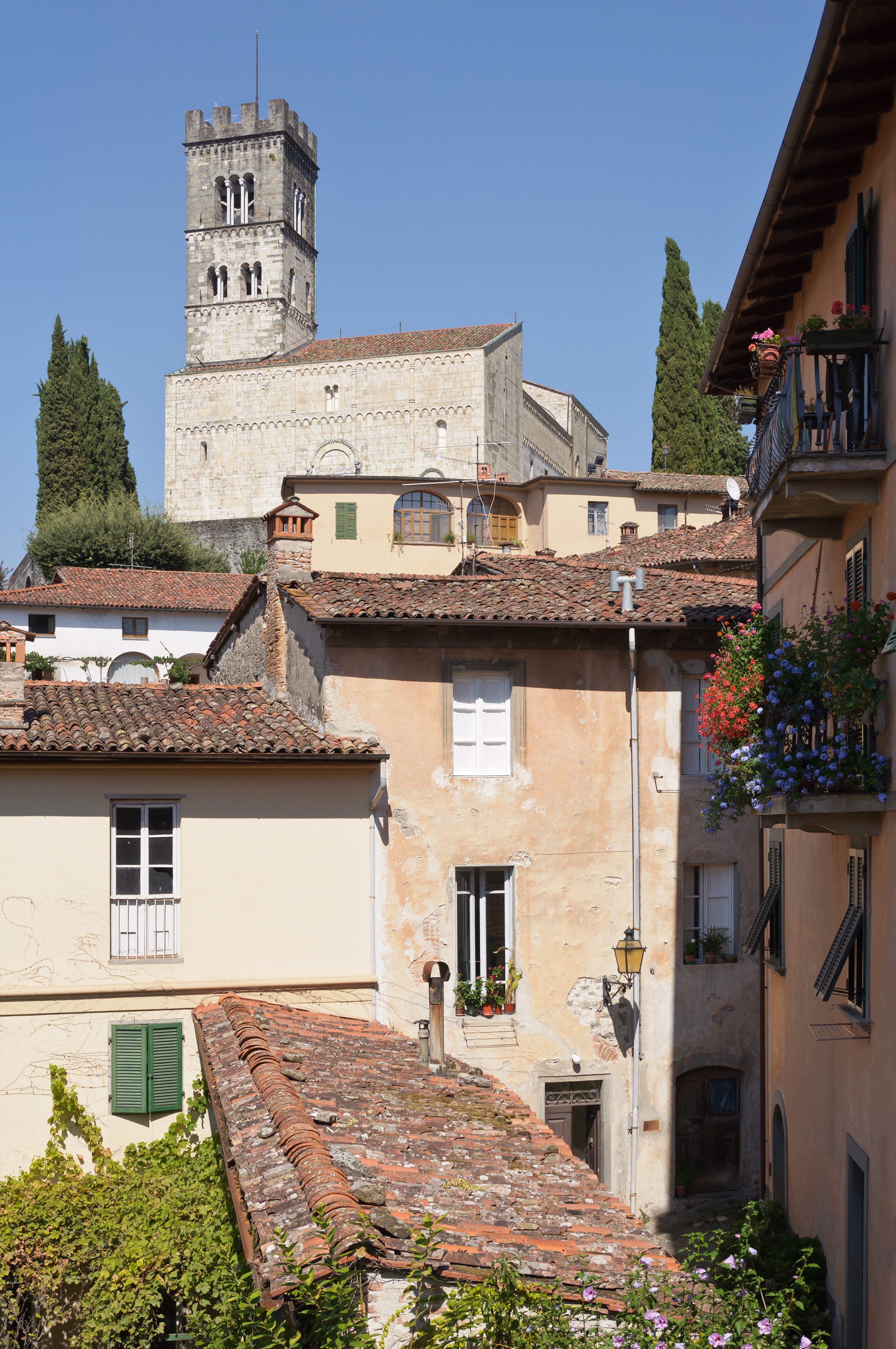
Widok Bargi wraz z katedrą.

- XI wieczna katedra pw. św. Krzysztofa. Elewacja pokryta romańskimi ornamentami przedstawiającymi rycerzy i zwierzęta. Wewnątrz natomiast:
  - drewniana figura św. Krzysztofa
  - tabernakulum strzeżone przez dwa terakotowe lwy wykonane przez Lucę della Robbia
  - 5-metrowa ambona wsparta na filarach ustawionych na figurach lwów pożerających ludzi wykonana przez Guida Bigarellego
- Festiwal jazzowy "Barga Jazz"
- Festiwal operowy w Teatro dei Differenti

## Urodzeni w Barga
- Gualtiero Jacopetti – włoski dziennikarz, reżyser i scenarzysta filmów dokumentalnych